# Oscar Ramón Quiroga
Oscar Ramón Quiroga ( Jujuy, Argentina, 14 de diciembre de 1935 – San Miguel de Tucumán, Argentina, 28 de agosto de 2002 ) fue un  actor, director de teatro, docente y dramaturgo de larga trayectoria en su país.

## Actividad profesional
Como era hijo de un trabajador ferroviario durante  parte de su infancia cambió varias veces de residencia junto con su familia; hizo estudios secundarios en electromecánica y finalmente se afincó en la ciudad de San Miguel de Tucumán con la idea de estudiar ingeniería pero luego se decidió por la carrera de Letras de la Universidad Nacional de Tucumán. En esta ciudad se desenvolvió su carrera artística, inicialmente como poeta y periodista y, más adelante, como actor, director, profesor de actuación y dramaturgo.
En diciembre de 1958 debutó en el teatro dirigido por Guido Parpagnoli en la obra Ha llegado un inspector de J. B. Priestley y con ello se vinculó a la Peña El Cardón que al año siguiente se transformó en el grupo Nuestro Teatro; más adelante actuó en obras prestigiosas como Puerta cerrada (1959) de Jean Paul Sartre, El tiempo es un sueño (1961) de Henri Lenormand, Antígona (1962) de Jean Anouilh y La lección (1963) de Eugene Ionesco, entre otros.
En 1964, luego del fallecimiento de Guido Parpagnoli asumió la dirección general del grupo Nuestro Teatro; por esa época se incorporó al diario Noticias como periodista de la sección Cultura y Espectáculos, escribió cuentos breves y publicó su libro Poemas de sal y tierra. En 1967 apareció El tesoro de Margarita, su primer texto dramático, y el grupo Nuestro Teatro se instaló en una sede estable, lo que redunda en el fortalecimiento de las actividades del elenco. Escribió obras para niños como Los juegos de Pedro, La gata Patacha, estrenada en 1968, y La Manta Superchow y hacia 1969 dejó el periodismo y la autoría de ficción y se concentró en la dirección y la enseñanza teatral, frutos de lo cual son varias decenas de montajes, textos, talleres y seminarios de teatro que influyen en muchos artistas del país. Desde 1970 escribió otras obras para adultos: El señor Foreigner (1970), Los días nuestros (1972), una denuncia sobre el cierre de los ingenios azucareros; Crónica de la pasión de un pueblo (1973) sobre el sometimiento del indio en la época de la colonia y El inquilino (1974), una crítica a la clase media que se desintegraba por el miedo a la realidad cambiante de la época.
Entre fines de la década de 1960 y principio de la de 1970 , Quiroga estudió a Stanislavski -según las traducciones al español de la teoría de Mijaíl Chéjov- y en su puesta en escena de Recordando con ira (1968) de John Osborne, aplicó sus enseñanzas con gran reconocimiento de la crítica periodística y del público; por otra parte, esas mismas influencias pesan en su obra Los días nuestros, en la cual se observa la intertextualidad con aquella pieza de Osborne y con otras características de los “jóvenes iracundos” ingleses. Esta obra de Quiroga encuadra en la corriente estética dramática del realismo reflexivo argentino, dominante en aquellos años. Por la misma época Quiroga profundizó su conocimiento de la poética de Bertolt Brecht, cuyo significado asumía tanto en su faz estética como en la política. En 1972 puso en escena Madre Coraje y sus hijos que si bien no tuvo la  recepción que esperaba, marcó para el campo escénico del Noroeste Argentino y, en especial, de Tucumán, la novedad del “intelectual comprometido” cuya obra es un “arma” con la que milita. Si hasta el momento Brecht había sido un referente teatral formal, Quiroga profundizó en sus valores ideológicos, como es observable en obra que consideraba su mejor texto dramático, Crónica de la pasión de un pueblo (1973), cuyo estreno no puede desligarse de su afiliación a la Juventud Peronista, de la euforia de esta por el regreso de Perón al país y de la exigencia de ciertas franjas intelectuales ligadas al teatro que reclaman de este una participación política activa.
Las restricciones a la libertad creativa que se iniciaron por entonces y se exacerbaron durante la  dictadura militar iniciada en 1976 traducidas en censura, encarcelamientos y desaparición de personas obligó a Quiroga, al igual que otros intelectuales, a buscar alternativas estéticas e ideológicas para proseguir su labor. Se vuelca entonces al estudio del grotesco y de la comedia del arte de los siglos XVI y XVII y algunos de sus frutos son Arlequín, pan y amor (1974); El guiso caliente (1979); La fiesta (1980) en la que un escritor silenciado por la situación política conversa con los fantasmas del teatro y denuncia la pobreza y la inestabilidad política de la época; La casa querida - estrenada en 1987-pero escrita en 1980- y numerosos ciclos de Café Concert que desarrolla el grupo de Quiroga cuando la mayoría de los integrantes de Nuestro Teatro eran considerados por la dictadura como de antecedentes ideológicos sospechosos. En 1984 estrenó Los gritos de la memoria cuya acción sitúa en un club de barrio que tiene un presidente autoritario y demente.
En el Teatro Abierto ’82” realizado en Buenos Aires, estrenó El malevaje extrañao, que dirigió Sergio Renán, definida como “sainete rantifuso” por Quiroga y punto de partida para que reanude la vinculación artística con otros colegas luego de la desintegración social producida por la dictadura y es así como sus obras comienzan a representarse en diversas provincias del país y a ganar menciones en Festivales y Encuentros Teatrales. Sobre esta obra Mario Cañizares guionó y dirigió la película El hombre olvidado en la que Quiroga fue el actor principal, que se produjo en 1981 y nunca fue estrenada comercialmente.
Por tres años vivió en la provincia de Chaco –con un breve intervalo en Brasil- por razones personales y atinentes a la política. Trabajó como Director del Teatro Universitario y como docente de Historia del Teatro en la Universidad Nacional del Nordeste, en Resistencia pero sin perder su contacto directo y continuado con Tucumán, adonde regresó para continuar su labor de autor y director. Creó, entre otras obras, Los gritos de la memoria (1984), Patear la calle (1989) y Peatones (1994), fue director y actor en sus propias obras y también montó las de otros dramaturgos, como La batalla de José Luna de Leopoldo Marechal (1985) y Mariana Pineda de Federico García Lorca (1986).
En esta etapa y en nuevo contexto sociopolítico, Quiroga asumió un rol en la gestión cultural y entre 1985 y 1988 se desempeñó como Director de Teatro en la Secretaría de Cultura de la Provincia y fue uno de los gestores del “Teatro Libre”, que pretendió reproducir la forma y contenidos ideológicos de Teatro Abierto. Por otra parte, desde 1991 hasta su muerte fue profesor en la Cátedra Análisis del Hecho Dramático en la Facultad de Artes de la UNT.
Oscar Ramón Quiroga falleció en Tucumán el 28 de agosto de 2002.

## Valoración
Durante su vida profesional como actor, director y dramaturgo, Quiroga fue un sistemático estudioso del drama moderno, en sus puestas en escena se observa que en su concepción de teatro el realismo ocupa una parte sustancial que se completa con su particular interés por el grotesco criollo y se correlaciona con el cambio sociopolítico producido a partir del golpe de Estado de 1976 en Argentina, que le obligó a cambiar el enfoque de su obra ubicado en lo que Osvaldo Pellettieri denominó “realismo reflexivo híbrido” por otro cómico popular -con bases en la comedia del arte- hacia lo “neogrotesco”, sin por ello abandonar la construcción de una tesis social radicalizada en sus condiciones políticas de enunciación-.